# Kensington (Kansas)
Pour les articles homonymes, voir Kensington.
Kensington est une ville américaine située dans le comté de Smith, au Kansas. Selon le recensement de 2020, sa population est de 399 habitants.